# Karim Fellahi
Karim Fellahi (Épinay-sur-Seine, 31 oktober 1974) is een Frans-Algerijnse voetballer. Zijn positie is rechtermiddenvelder en hij speelt bij FC Brussels. Hij 180 cm groot en weegt 72 kg.

## Carrière
- 1995-2000 : Red Star Paris
- 2000-2003 : AS Saint-Étienne
- 2003-2005 : GD Estoril-Praia
- 2005-2008 : Excelsior Moeskroen
- 2008-heden : FC Brussels